# Étage infralittoral
L’étage infralittoral, appelé aussi zone infratidale, est la partie du littoral constamment immergée dont la frange supérieure peut cependant être émergée aux marées basses de vives eaux les plus grandes. Sa limite inférieure est celle qui est compatible avec la vie des algues photophiles et des phanérogames marines (entre -10 et −40 m en fonction notamment de la turbidité). 

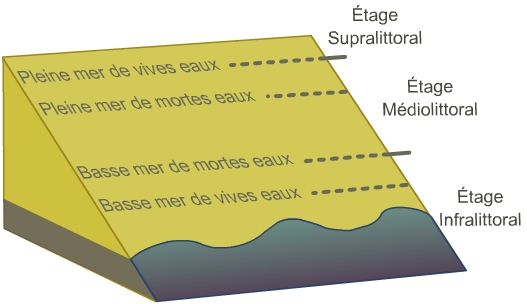
Représentation schématique des différents étages littoraux en fonction du jeu des marées. Les niveaux indiqués correspondent à des valeurs moyennes.

C'est l’étage caractérisé par la présence des laminaires (algues brunes) et celle des algues rouges. 